# Piet Van Aken
Pour les articles homonymes, voir Van Aken.
Piet Van Aken (Petrus Camille Van Aken), né le 15 février 1920 à Terhagen et mort le 3 mai 1984 à Anvers, est un écrivain belge d'expression néerlandaise .
Il est l'auteur de romans socialement engagés, la plupart situés dans sa région natale du Rupel.
Son œuvre la plus connue est la nouvelle naturaliste Klinkaart (1954) d'après laquelle Paul Meyer a réalisé en 1956 le court-métrage La Briqueterie.

## Œuvres
- 1938 – Twee van het gehucht
- 1942 – De falende God
- 1944 – Het hart en de klok
- 1946 – De duivel vaart in ons
- 1952 – Het begeren
- 1954 – Klinkaart, Anvers, Uitgeverij Ontwikkeling,la quatrième édition est illustrée par Jean-Jacques de Grave[2].
- 1958 – De wilde jaren
- 1959 – De nikkers
- 1962 – De verraders
- 1964 – De jager, niet de prooi
- 1964 – De onschuldige barbaren
- 1965 – Slapende honden
- 1966 – Grut. De mooie zomer van 40
- 1967 – Agenda van een heidens lezer (essais)
- 1969 – Alleen de dood ontkomen
- 1977 – Meer suers dan soets
- 1979 – Dood getij
- 1981 – De blinde spiegel
- 1982 – De hoogtewerkers
- 1983 – De Goddemaers